# 地方住宅供給公社
地方住宅供給公社（ちほうじゅうたくきょうきゅうこうしゃ）とは、住宅の積立分譲等を行う公企業。地方住宅供給公社法（昭和40年法律第124号。以下単に「法」という。）に基づき、勤労者に居住環境の良好な集団住宅及び宅地を供給する目的で地方公共団体が設立する。
2020年（令和2年）4月1日現在の公社数は、37公社（都道府県：29公社、政令指定都市：8公社）。

## 設立
地方住宅供給公社を設立する地方公共団体を設立団体という。設立団体となれるのは、都道府県又は政令で指定する人口50万以上の市に限られる。また、設立には議会の議決と国土交通大臣の認可が必要となる。地方公共団体は過半数の出資が必要である（法第4条）。法人名称には住宅供給公社という文字を用いなければならず、地方住宅供給公社でない者は、その名称中に住宅供給公社という文字を用いてはならない。(法第3条)

## 業務
地方住宅供給公社は住宅の積立分譲のほか、住宅及び宅地ならびに関連施設の建設または造成、賃貸その他の管理及び譲渡などを行う（一般分譲住宅、賃貸住宅、利便施設等）（法第21条）。また、地方住宅供給公社は事業年度毎に設立団体の長から、事業計画及び資金計画の承認を受ける（法第27条）。

## 積立分譲
積立分譲とは、一定の期間内において一定の金額に達するまで定期に金銭を受け入れ、その期間満了後、受入額を超える一定額を代金の一部に充てて住宅及びその敷地を売り渡すことをいう。
積立分譲契約の相手方の資格は次のとおり（法施行規則・抄）。
- みずから居住するため住宅を必要とする者で住宅の積立分譲の方法によらなければ住宅を取得することのできない者
- 積立分譲契約に基づく積立方法及び支払方法により積立金の積立て及び積立分譲住宅の残代金の支払のできる者
- 現に同居し、又は同居しようとする親族のある者
- 積立分譲住宅の残代金の支払いについて確実な保証人のある者

## 財務及び会計
地方住宅供給公社は、債券を発行することができる。住宅金融支援機構及び沖縄振興開発金融公庫は、必要な資金の貸付けについて配慮しなければならないとされている（法第45条）。

## 公社住宅
地方住宅供給公社が供給する賃貸住宅は公社住宅と呼ばれる。一定以上の所得を持つ層を対象にしている。老朽化した公社住宅の中には空き家の増加や住民の高齢化といった課題を抱えたところも見られる。

## 経営問題
2010年（平成22年）10月8日に公表された帝国データバンクの調査によると、全国51の住宅供給公社（解散したものを含む。）の総資産合計は約2兆7,874億円であり、その半数は東京都住宅供給公社（約1兆3,513億円）が占めていた。また、住宅供給公社（解散したものを含む。）のうち12公社は無借金で、以下の10公社は債務超過の状態にあった。
- 北海道住宅供給公社は、債務超過のため特定調停を申請[1]。
- 千葉県住宅供給公社は、債務超過のため特定調停を申請[1]。借入金は約928億円。
- 茨城県住宅供給公社は、自己破産を申請、負債総額は523億円で約400億円の債務超過。
- 山梨県住宅供給公社は、債務超過状態にある[1]。
- 岐阜県住宅供給公社は、債務超過状態にある[1]。
- 堺市住宅供給公社は、債務超過状態にある[1]。
- 神戸市住宅供給公社は、民事再生を申請、64億円の債務超過[1][2]。
- 和歌山県住宅供給公社は、債務超過状態にある[1]。
- 山口県住宅供給公社は、債務超過状態にある[1]。
- 鹿児島県住宅供給公社は、債務超過状態にある[1]。

なお、 青森県住宅供給公社は、約14億の横領が発覚（青森県住宅供給公社巨額横領事件）し、2009年（平成21年）に解散している。